# Nachtschwester Kroymann
Nachtschwester Kroymann war eine 19-teilige Satiresendung mit Maren Kroymann, die von 1993 bis 1997 im Fernsehprogramm Das Erste (ARD) ausgestrahlt wurde.

## Inhalt
In der halbstündigen Satiresendung war Maren Kroymann in unterschiedlichen Sketchen, Monologen, Alltagsbeobachtungen sowie Parodien zu sehen. Dabei thematisierte sie aktuelle Geschehnisse, aber auch die Probleme rund um das Frauenbild. Als Stilmittel nutzte Kroymann sowohl schwarzen Humor, intelligente Gesellschaftskritik, aber auch Kalauer unterhalb der Gürtellinie.
Die Sendung bestand sowohl aus vorproduzierten Einspielern als auch aus Studioszenen, die immer einen Tag vor Ausstrahlung vor Publikum realisiert wurden. Dies ermöglichte das Eingehen auf aktuelle Ereignisse.

## Mitwirkende
Neben Maren Kroymann wirkten u. a. Hansi Jochmann, Franziska Traub, Elke Czischek und Peter Freiberg mit.

## Wirkung
Oft wurde berichtet, dass Nachtschwester Kroymann die erste Solo-Satiresendung einer Frau im deutschen Fernsehen gewesen sei. Tatsächlich strahlte die ARD bereits von 1963 bis 1982 mehrmals jährlich die Zwischenmahlzeit mit der Kabarettistin Gisela Schlüter aus, die ihre Texte jedoch nicht selbst verfasste. Andere Kabarettistinnen traten bis in die 1980er Jahre meist als Teil eines Ensembles auf, so auch die Gründerin des seit 1947 bestehenden Düsseldorfer Kom(m)ödchens, Lore Lorentz, und Ursula Noack in der Münchener Lach- und Schießgesellschaft, deren jährliche Programme auch im Fernsehen übertragen wurden. Kroymanns Sendung kann als wegweisend für die zunehmende Präsenz von selbstständig tätigen Kabarettistinnen im deutschen Fernsehen seit den 1990er Jahren angesehen werden.

## DVD
2018 veröffentlichte OneGate Media (ehemals: Studio Hamburg Enterprises) die komplette Serie auf 3 DVDs.